# Санта Марија-Ле Виње (Витербо)
Санта Марија-Ле Виње је насеље у Италији у округу Витербо, региону Лацио.
Према процени из 2011. у насељу је живело 165 становника. Насеље се налази на надморској висини од 284 м.